# Tiberius Claudius Julianus

Tiberius Claudius Julianus est un homme politique de l'Empire romain du IIe siècle.

## Vie
Une inscription retrouvée à Silistra (nord-est de la Bulgarie) indique qu'il commande vers 144-148 la Legio XI Claudia en tant que légat.
Il est consul suffect en 154, avec Sextus Calpurnius Agricola (125-169) comme collègue.
Il est un ami du célèbre grammairien, rhéteur et avocat, d'origine berbère Fronton (100-167), et sans doute de plusieurs intellectuels romains de l'époque, comme Valerianus, Damophilius, Hérode Atticus et Didius Julianus.